# Seznam tramvajových linek v Ostravě

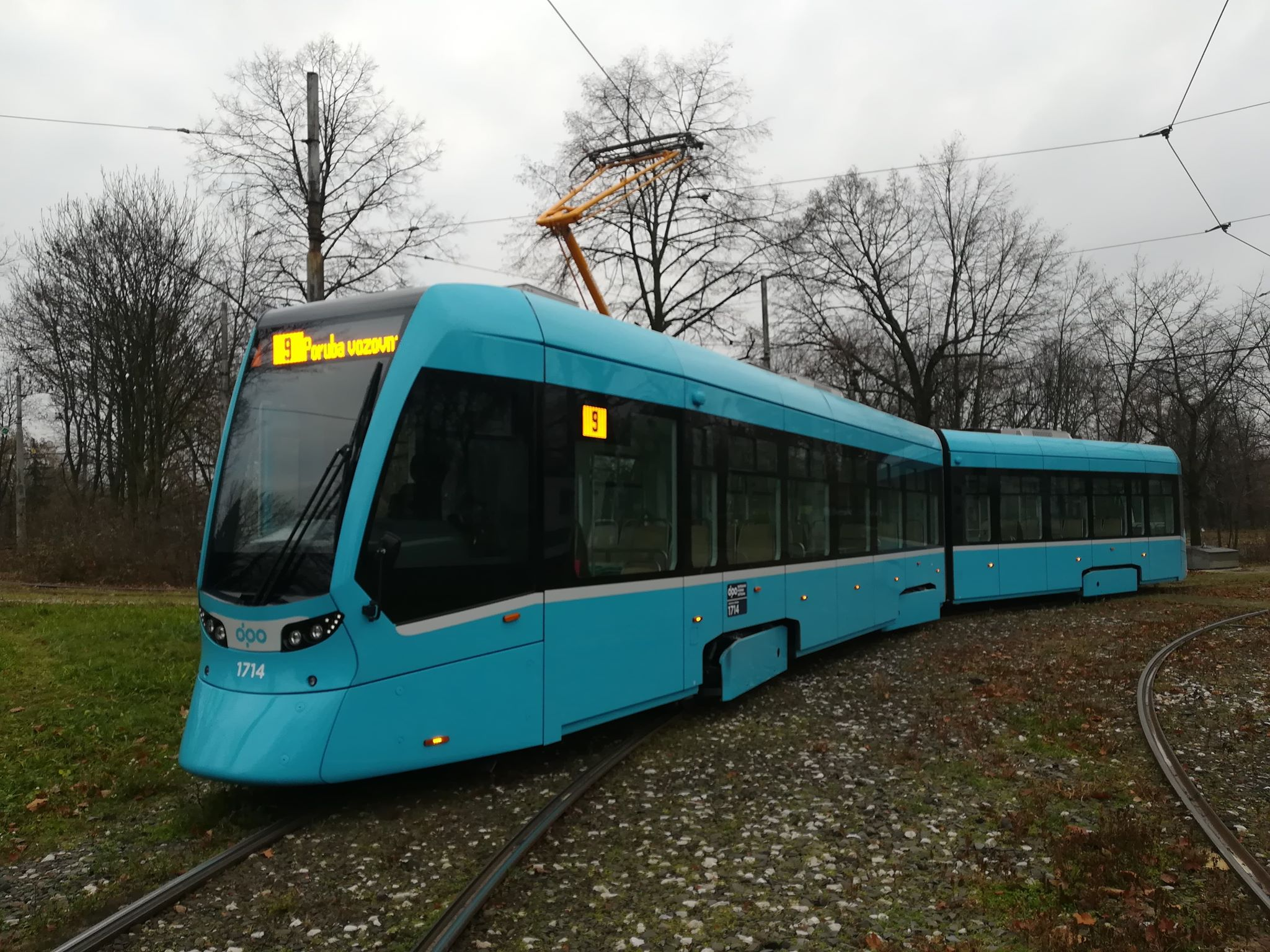
Tramvaj Stadler Tango NF2 na lince č. 9

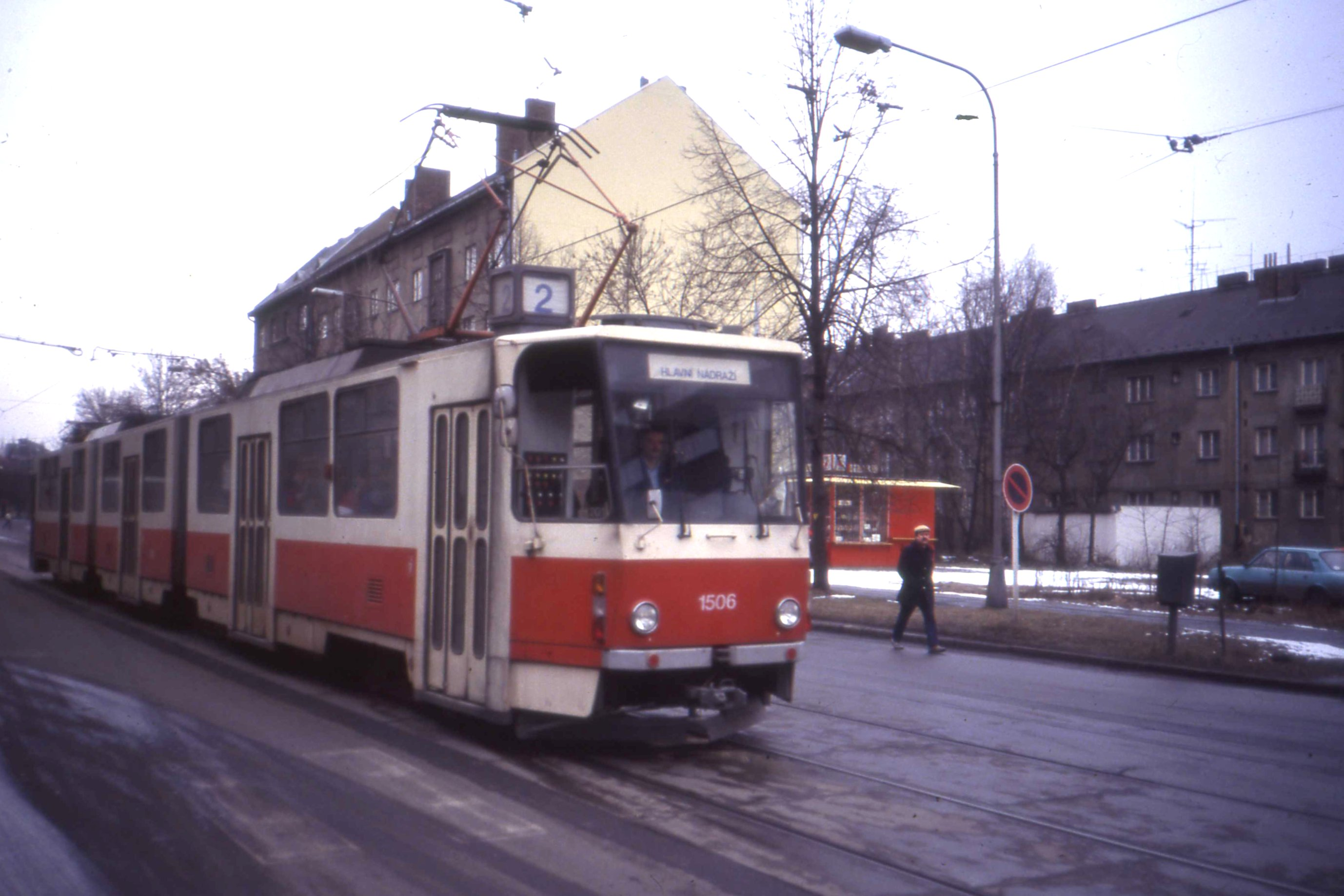
Tatra KT8D5 DP na lince č. 2 (1992)

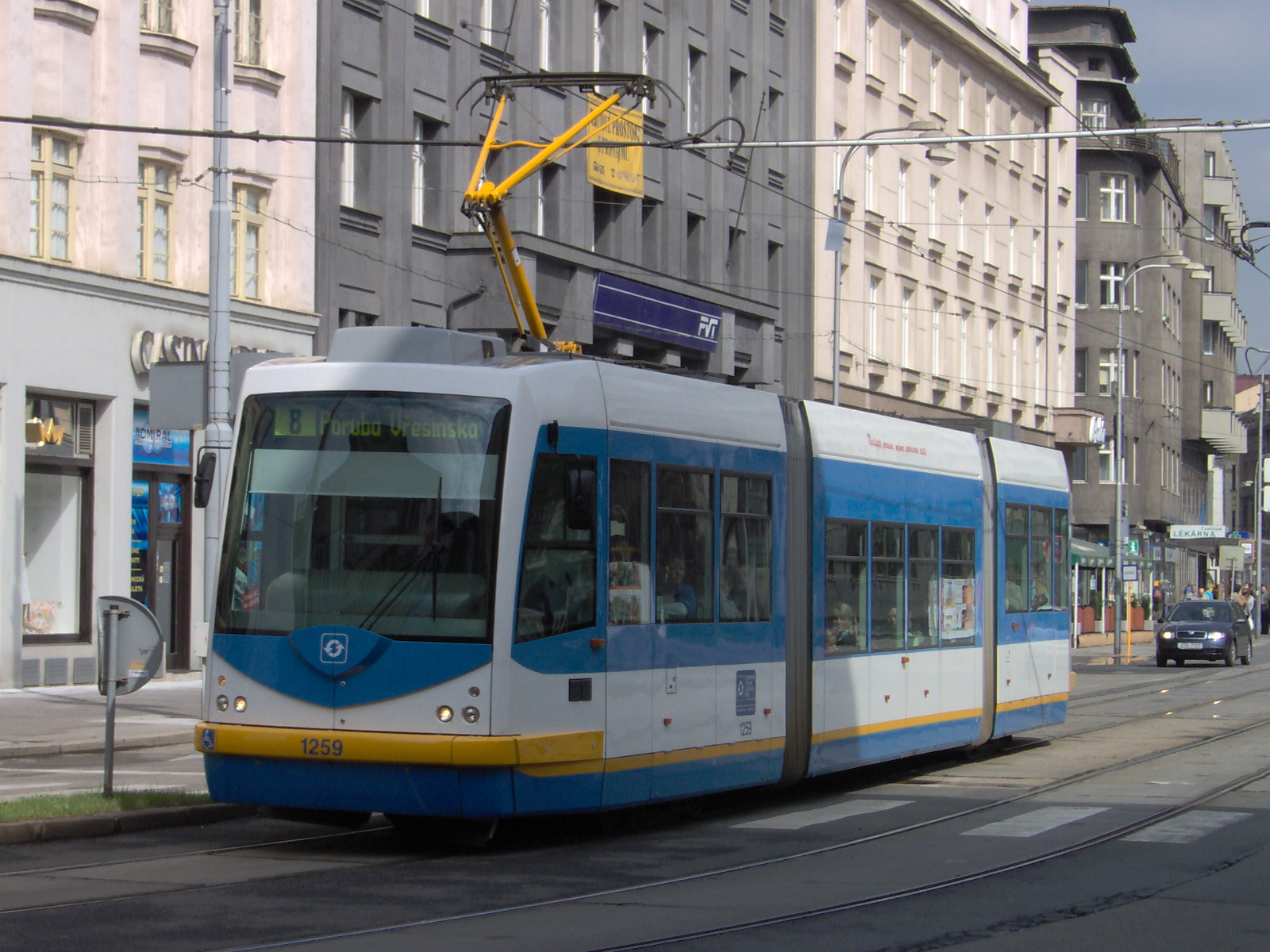
Inekon 01 Trio na lince č. 8 směr Vřesinská

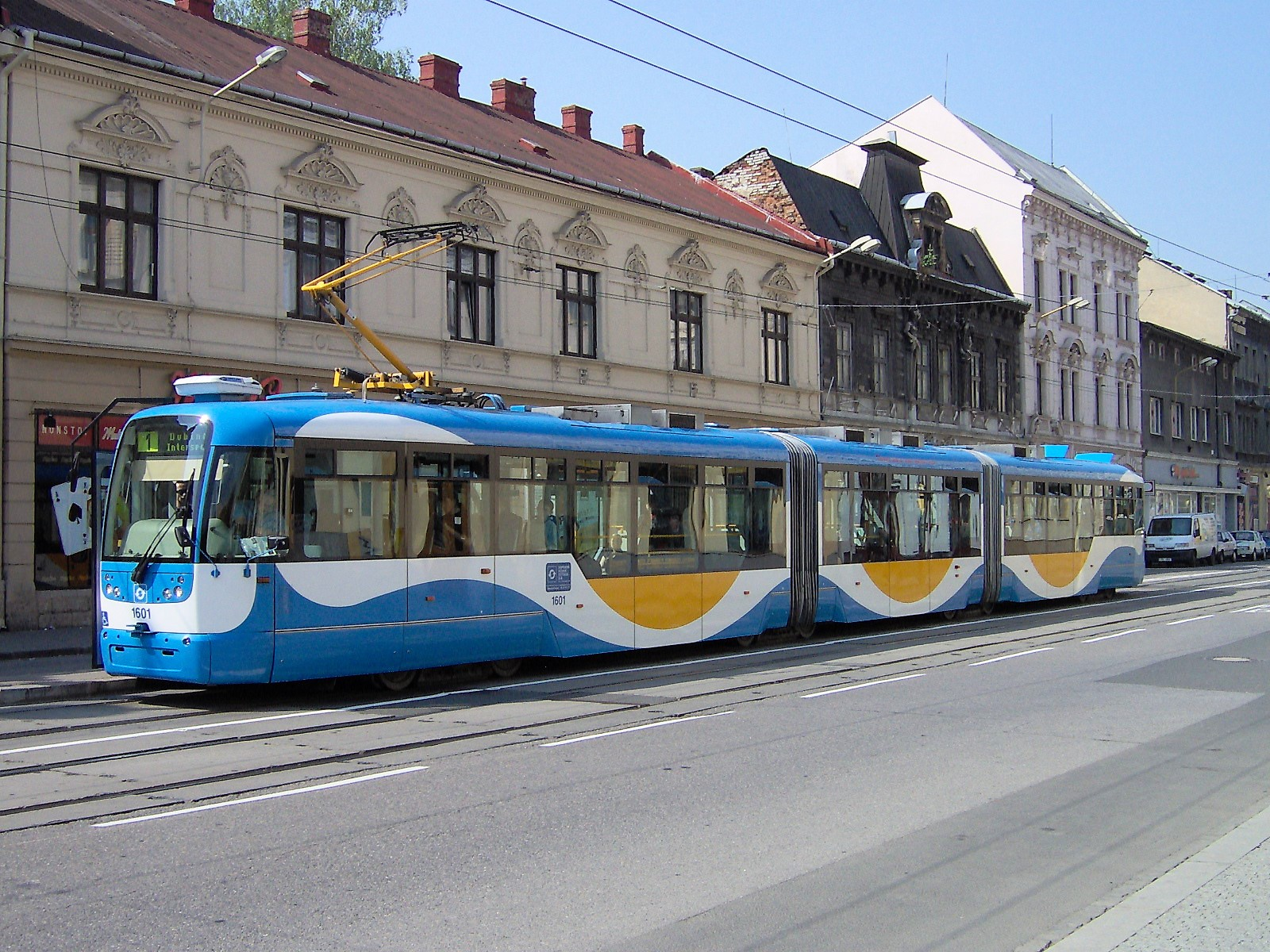
VarioLF3 na lince č. 1 směr Dubina Interspar (Dubina)

Seznam tramvajových linek v Ostravě zahrnuje všechny linky tramvajové dopravy a jejich historický vývoj.
Od roku 2024 je v provozu 16 linek, označených čísly 1, 3, 5, 6, 10, 11, 12, 14, 15 a 17 (denní linky) 2, 4, 7, 8 (celodenní linky) 18, 19 (noční linky).
| Číslo linky | Trasa linky                                          | Délka trasy linky (v km) | Provoz linky | Interval linky (pracovní den/víkend) | Poznámky |
| ----------- | ---------------------------------------------------- | ------------------------ | ------------ | ------------------------------------ | --- |
| 1           | Hlavní nádraží – Dubina                              | 11,398                   | Denní        | 10 min / 20 min                      | |
| 2           | Hlavní nádraží – Výškovice                           | 12,204                   | Celodenní    | 10 min / 20 min                      | |
| 3           | Poruba,vozovna – Dubina                              | 14,495                   | Denní        | 20 min / –                           | Jezdí pouze ve špičku pracovních dnů |
| 4           | Martinov – Nová huť jižní brána                      | 17,182                   | Celodenní    | 10 min / 20 min                      | Část spojů začíná/končí na zastávce Hranečník |
| 5           | Budišovice,Zátiší – Poruba,Vřesinská                 | 8,697                    | Denní        | 40 min / 40 min                      | Linka od 20.00 do 6.00 h pokračuje ze zastávky Poruba,Vřesinská jako linka č. 8 směr Hlavní nádraží / Přívoz,Hlučínská |
| 6           | Výškovice – Hranečník                                | 12,271                   | Denní        | 20 min / –                           | Jezdí pouze ve špičku pracovních dnů |
| 7           | Poruba,Vřesinská – Výškovice                         | 13,772                   | Celodenní    | 10 min / 20 min                      | Část spojů začíná/končí na zastávce Poruba,vozovna |
| 8           | Poruba,Vřesinská – Přívoz,Hlučínská / Hlavní nádraží | 13,601                   | Celodenní    | 4 – 5 min / 10 min                   | Každý druhý spoj linky veden v trase Poruba,Vřesinská – Přívoz,Hlučínská O víkendech každý druhý spoj linky začíná/končí na zastávce Poruba,vozovna Linka je od 23h do 4h vedena v trase Mor.Ostrava,Plynárny – Poruba,Vřesinská |
| 10          | Hranečník – Dubina                                   | 11,185                   | Denní        | 10 min / –                           | Expresní linka Část spojů začíná/končí na zastávce Mor.Ostrava,Plynárny |
| 11          | Poruba,vozovna – Zábřeh                              | 12,248                   | Denní        | 20 min / 20 min                      | |
| 12          | Hranečník – Dubina                                   | 13,283                   | Denní        | 10 min / 20 min                      | |
| 14          | Přívoz,Hlučínská – Nová huť jižní brána              | 10,456                   | Denní        | směnové spoje                        | Část spojů začíná/končí na zastávce Hranečník |
| 15          | Výškovice – Dubina                                   | 7,051                    | Denní        | 10 min / 20 min                      | |
| 17          | Poruba,Vřesinská – Dubina                            | 13,264                   | Denní        | 10 min / 10 min                      | Část spojů začíná/končí na zastávce Poruba,vozovna |
| 18          | Hlavní nádraží – Dubina                              | 13,303                   | Noční        | 1 h / 1 h                            | |
| 19          | Martinov – Dubina                                    | 16,861                   | Noční        | 1 h / 1 h                            | |

## Denní linky
Tyto změny vycházejí z veřejně dostupných zdrojů, uvedená data jsou pouze přibližná, ne vždy jde o datum změny trasy linky.

### Linka 1
| K datu        | Kompletní trasa včetně dobových názvů zastávek |
| ------------- | --- |
| 3. 10. 1948   | Hlavní nádraží – Náměstí Svatopluka Čecha – Kino Odeon – Suchardova ul. – Jáma Jindřich – Prokešova ul. – Rybnická ul. – Třída Československých legií – Benešovo náměstí – Nádraží Mor. Ostrava Vítkovice – Náměstí Republiky – Salesiánská ul. – Jezdecká škola – Jáma Hlubina – Výstavní ul. – Pohraniční ul. – Mírové náměstí |
| 1. 1. 1969    | Hlučín – U cihelny – Ludgeřovice – Pískové doly – Vrablovec – Petřkovice nádraží – Nemocnice Petřkovice – Petřkovice doly – Oderská – Dobrovského – Důl Vítězný únor – Sad Boženy Němcové – Kino Svoboda – Křižíková – Důl Jindřich – Revoluční – Bankovní – Náměstí Republiky – Dr. Malého – Hlubina – Vysoké pece – Mírové náměstí – Stará ocelárna – Zábřeh pošta – Stadion VŽKG – Most Čs. armády – Nádraží Ostrava-Vítkovice – Horní – ObNV Zábřeh – Proudovky – Bělský les                                  |
| 1. 5. 1972    | Hlučín – U cihelny – Ludgeřovice – Pískové doly – Vrablovec – Petřkovice nádraží – Nemocnice Petřkovice – Petřkovice doly – Oderská – Dobrovského – Důl Vítězný únor – Sad Boženy Němcové – Kino Svoboda – Křižíková – Důl Jindřich – Revoluční – Bankovní – Náměstí Republiky – Dr. Malého – Hlubina – Vysoké pece – Mírové náměstí – Stará ocelárna – Zábřeh pošta – Stadion VŽKG – Most Čs. armády – Nádraží Ostrava-Vítkovice                                                                                 |
| 1. 6. 1974    | Hlučín – U cihelny – Ludgeřovice – Pískové doly – Vrablovec – Petřkovice nádraží – Nemocnice Petřkovice – Petřkovice doly – Oderská – Dobrovského – Důl Vítězný únor – Sad Boženy Němcové – Kino Svoboda – Křižíková – Důl Jindřich – Revoluční – Bankovní – Náměstí Republiky – Dr. Malého – Hlubina – Vysoké pece – Mírové náměstí – Stará ocelárna – Zábřeh pošta – Stadion VŽKG – Most Čs. armády – Jubilejní kolonie – Kino Edison – Hrabůvka kostel – Cihelna – Šídlovec – Břehy – Kostelík – Hrabová Ščučí |
| 1. 9. 1976    | Hlučín – U cihelny – Ludgeřovice – Pískové doly – Vrablovec – Petřkovice nádraží – Nemocnice Petřkovice – Petřkovice doly – Oderská – Dobrovského – Důl Vítězný únor – Sad Boženy Němcové – Kino Svoboda – Křižíková – Důl Jindřich – Revoluční – Bankovní – Náměstí Republiky – Dr. Malého – Hlubina – Vysoké pece – Mírové náměstí – Stará ocelárna – Zábřeh pošta – Stadion VŽKG – Most Čs. armády – Nádraží Ostrava-Vítkovice                                                                                 |
| 1. 7. 1978    | Hlučín – U cihelny – Ludgeřovice – Pískové doly – Vrablovec – Petřkovice nádraží – Nemocnice Petřkovice – Petřkovice doly – Závody Vítězného února |
| 1. 9. 1990    | Výstaviště – Náměstí Republiky – ÚAN – Důl Hlubina – Vítkovice, Vysoké pece – Mírové náměstí – Stará ocelárna – Ředitelství Vítkovic – Palác kultury a sportu – Stadion TJ Vítkovice – Most Čs. armády – Jubilejní kolonie – Provaznická – Hrabůvka kostel – Tlapáková – Josefa Kotase – Dubina – Dubina |
| 1. 6. 1992    | Výstaviště – Náměstí Republiky – ÚAN – Důl Hlubina – Vítkovice, Vysoké pece – Mírové náměstí – Stará ocelárna – Ředitelství Vítkovic – Palác kultury a sportu – Stadión Vítkovice – Most Čs. armády – Jubilejní kolonie – Provaznická – Hrabůvka kostel – Poliklinika – Josefa Kotase – Dubina |
|               | |
|               | |
|               | |
| 23 . 11. 1997 | Výstaviště – Náměstí Republiky – Dům kultury Vítkovice – Dům energetiky – Železárenská – Pohraniční – Mírové náměstí – Stará ocelárna – Ředitelství Vítkovic – Palác kultury a sportu – Stadion Vítkovice – Most ČSA – Jubilejní kolonie – Provaznická – Hrabůvka kostel – Poliklinika – Josefa Kotase – Dubina – Dubina |
| 1. 1. 2001    | Hlavní nádraží – Náměstí Svatopluka Čecha – Muglinovská – Plynárny – Hotelový dům Jindřich – Kino Vesmír – Elektra – Náměstí Republiky – ÚAN – Důl Hlubina – Vítkovice vysoké pece – Český dům – Důl Jeremenko – Kolonie Jeremenko – Moravská – Dřevoprodej – Hrabůvka kostel – Poliklinika – Josefa Kotase – Antonína Poledníka – Dubina |
| 26. 2. 2006   | Hlavní nádraží – Náměstí Svatopluka Čecha – Muglinovská – Plynárny – Hotelový dům Jindřich – Kino Vesmír – Elektra – Náměstí Republiky – Ústřední autobusové nádraží (ÚAN) – Důl Hlubina – Vítkovice vysoké pece – Český dům – Důl Jeremenko – Kolonie Jeremenko – Moravská – Dřevoprodej – Hrabůvka kostel – Poliklinika – Josefa Kotase – Antonína Poledníka – Dubina – Dubina Interspar |
| 15. 12. 2019  | Hlavní nádraží – Náměstí Svatopluka Čecha – Muglinovská – Křižíkova – Důl Jindřich – Stodolní – Elektra – Karolina – Náměstí Republiky – Don Bosco – Dolní Vítkovice Hlubina – Dolní Vítkovice – Český dům – Důl Jeremenko – Kolonie Jeremenko – Moravská – Dřevoprodej – Hrabůvka, kostel – Hrabůvka, Poliklinika – Josefa Kotase – Antonína Poledníka – Václava Jiřikovského – Dubina |

| Datum dokumentu | Změna                 | Trasa                              |
| --------------- | --------------------- | ---------------------------------- |
| 3. 10. 1948     |                       | Hlavní nádraží – Mírové náměstí    |
| 1. 4. 1963      | Změna trasy           | Hlučín – Bělský les                |
| 1. 5. 1972      | Zkrácena              | Hlučín – Nádraží Ostrava-Vítkovice |
| 1. 6. 1974      | Prodloužena           | Hlučín – Hrabová-Ščučí             |
| 1. 9. 1976      | Zkrácena              | Hlučín – Nádraží Ostrava-Vítkovice |
| 1. 7. 1978      | Zkrácena              | Hlučín – Závody vítězného února    |
| 1. 1. 1983      | Zrušena               |                                    |
| 1. 9. 1990      | Obnovena v jiné trase | Výstaviště – Dubina                |
| 23. 11. 1997    | Změna trasy           | Výstaviště – Dubina                |
| 1. 1. 2001      | Změna trasy           | Hlavní nádraží – Dubina            |
| 26. 2. 2006     | Prodloužení           | Hlavní nádraží – Dubina Interspar  |
| 1. 5. 2020      | Aktuální trasa        | Hlavní nádraží – Dubina            |

### Linka 2
| K datu      | Kompletní trasa včetně dobových názvů zastávek |
| ----------- | --- |
| 3. 10. 1948 | Přívoz hlavní nádraží – Náměstí Svatopluka Čecha – Kino Odeon – Suchardova ul. – Jáma Jindřich – Prokešova ul. – Rybnická ul. – Třída Československých legií – Benešovo náměstí – Nádraží Mor. Ostrava Vítkovice – Náměstí Republiky – Salesiánská ul. – Jezdecká škola – Jáma Hlubina – Výstavní ul. – Pohraniční ul. – Mírové náměstí – Štefáníkova ul. – Vítkovice lázně – Ocelářská ul. – Havířská osada – Zábřeh Družstvo – Zábřeh – Březí – Bělský les – Kasárny |
| 1. 4. 1963  | Hlavní nádraží – Náměstí Svatopluka Čecha – Kino Svoboda – Křižíkova – Důl Jindřich – Revoluční – Bankovní – Náměstí Republiky – Dr. Malého – Hlubina – Vysoké pece – Mírové náměstí – Stará ocelárna – Zábřeh pošta – Stadión VŽKG – Most Čs. armády – Nádraží Ostrava-Vítkovice – Horní – Rodimcevova – Vodárna Zábřeh – Zábřeh sídliště |
| 1. 1. 1969  | Hlavní nádraží – Náměstí Svatopluka Čecha – Kino Svoboda – Křižíkova – Důl Jindřich – Revoluční – Bankovní – Náměstí Republiky – Dr. Malého – Hlubina – Vysoké pece – Mírové náměstí – Stará ocelárna – Zábřeh pošta – Stadión VŽKG – Most Čs. armády – Nádraží Ostrava-Vítkovice – Horní – Rodimcevova – Vodárna Zábřeh – Čujkovova – Volgogradská – Jiskřiček – Zábřeh smyčka                                                                                        |
| 1. 5. 1980  | Hlavní nádraží – Náměstí Svatopluka Čecha – Kino Svoboda – U plynáren – Důl Jindřich – Revoluční – Muzeum osvobození – Náměstí Republiky – Dr. Malého – Důl Hlubina – Vysoké pece – Mírové náměstí – Stará ocelárna – Zábřeh pošta – Stadión TJ Vítkovice – Most Čs. armády – Nádraží Ostrava-Vítkovice – Horní – Nemocnice NHKG – Rodimcevova – Zábřeh vodárna – Čujkovova – Volgogradská – Ul. 29. dubna – Nové Výškovice – Výškovice                                |
| 1. 6. 1992  | Hlavní nádraží – Náměstí Svatopluka Čecha – Kino Svoboda – Plynárny – Důl Jindřich – Vesmír – Elektra – Náměstí Republiky – ÚAN – Důl Hlubina – Vítkovice, Vysoké pece – Mírové náměstí – Stará ocelárna – Zábřeh pošta – Karpatská – Albatros – ETS – Zábřeh, vodárna – Kotva – Kino Luna – 29. dubna – Nové Výškovice – Výškovice |
| 1. 6. 1994  | Hlavní nádraží – Náměstí Svatopluka Čecha – Kino Svoboda – Plynárny – Důl Jindřich – Vesmír – Elektra – Náměstí Republiky – ÚAN – Důl Hlubina – Vítkovice, Vysoké pece – Mírové náměstí – Stará ocelárna – Ředitelství Vítkovic – Karpatská – Albatros – ETS – Zábřeh, vodárna – Kotva – Kino Luna – 29. dubna – Nové Výškovice – Výškovice |
| 1. 9. 1995  | Hlavní nádraží – Náměstí Svatopluka Čecha – Muglinovská – Plynárny – Hotelový dům Jindřich – Kino Vesmír – Elektra – Náměstí Republiky – ÚAN – Důl Hlubina – Vítkovice, Vysoké pece – Mírové náměstí – Stará ocelárna – Ředitelství Vítkovic – Karpatská – Horymírova – ETS – Zábřeh, vodárna – Kotva – Kino Luna – 29. dubna – Nové Výškovice – Výškovice |
| 30. 5. 1999 | Hlavní nádraží – Náměstí Svatopluka Čecha – Muglinovská – Plynárny – Hotelový dům Jindřich – Kino Vesmír – Elektra – Náměstí Republiky – Dům kultury Vítkovice – Dům energetiky – Mariánské náměstí – Železárenská – Pohraniční – Mírové náměstí – Stará ocelárna – Ředitelství Vítkovic – Karpatská – Horymírova – ETS – Zábřeh, vodárna – Kotva – Kino Luna – 29. dubna – Nové Výškovice – Výškovice                                                                 |
| 1. 5. 2020  | Hlavní nádraží – Náměstí Svatopluka Čecha – Muglinovská – Křižíkova – Důl Jindřich – Stodolní – Elektra – Karolina – Náměstí Republiky – Don Bosco – Dolní Vítkovice Hlubina – Dolní Vítkovice – Vítkovice, Mírové náměstí – Stará ocelárna – Ředitelství Vítkovic – SPORT ARÉNA – Karpatská – Horymírova – Zábřeh, OC – Zábřeh, vodárna – Kotva – Kino Luna – 29. dubna – Nové Výškovice – Výškovice                                                                  |

| Datum dokumentu | Změna          | Trasa                             |
| --------------- | -------------- | --------------------------------- |
| 3. 10. 1948     |                | Přívoz hlavní nádraží – Kasárny   |
| 1. 4. 1963      | Změna trasy    | Hlavní nádraží – Zábřeh sídliště  |
| 1. 1. 1969      | Prodloužena    | Hlavní nádraží – Zábřeh smyčka    |
| 1. 5. 1980      | Změny trasy    | Hlavní nádraží – Výškovice smyčka |
| 1. 5. 2020      | Aktuální trasa | Hlavní nádraží – Výškovice        |

### Linka 3
| K datu                    | Kompletní trasa včetně dobových názvů zastávek |
| ------------------------- | --- |
| 1. 7. 1974                | Poruba smyčka – Nemocnice Poruba – Leninova – Pustkovecká – Poruba vozovna – Učiliště spojů – Třebovice rozcestí – Nádraží Ov. Poruba – Zácpalova – Nová Ves vodárna – Hulváky koupaliště – Prostorná – Náměstí K. Marxe – Sportovní – Pohraniční – Mírové náměstí |
| 1. 1. 1985                | Poruba smyčka – Poruba nemocnice – Leninova – 17. listopadu – Poruba vozovna – Učiliště spojů – Třebovice rozcestí – Nádraží Ov. Poruba – Nová Ves vodárna – Hulváky koupaliště – Prostorná – Náměstí K. Marxe – Sportovní – Pohraniční – Mírové náměstí |
| 1. 6. 1992                | Vřesinská – Domov sester – Areál VŠB – Učiliště OKD – Vozovna Poruba – Učiliště spojů – Třebovická – Nádraží Poruba – Nová Ves, vodárna – Hulváky – Prostorná – Mariánské náměstí – Železárenská – Pohraniční – Mírové náměstí |
|                           | |
|                           | |
|                           | |
| 1. 1. 1999                | Vřesinská – Domov sester – Areál VŠB – 17. listopadu – Poruba vozovna – Telekomunikační škola – Třebovická – Zahrádky – Nádraží Svinov – Nová Ves vodárna – Hulváky – Prostorná – Daliborova – Mariánské náměstí – Železárenská – Pohraniční – Mírové náměstí – Stará ocelárna – Ředitel.Vítkovic – Palác kultury a sportu – Stadión Vítkovice – Most Armády – Nádraží Vítkovice – Most Mládeže – Nemocnice Nové huti – Rodimcevova – Zábřeh vodárna – Kotva – Kino Luna – 29. dubna – Nové Výškovice – Výškovice |
| 8. 5. 2019                | Dubina – Václava Jiřikovského – Antonína Poledníka – Josefa Kotase – Poliklinika – Hrabůvka kostel – Provaznická – Jubilejní kolonie – Most Čs. armády – Městský stadion – SPORT ARÉNA – Ředitel.Vítkovic – Stará ocelárna – Mírové náměstí – Pohraniční – Železárenská – Mariánské náměstí – Prostorná – Hulváky – Nová Ves vodárna – Svinov mosty h.z. – Zahrádky – Třebovická – Telekom.škola – Poruba vozovna |
| 15. 12. 2019              | Dubina – Václava Jiřikovského – Antonína Poledníka – Josefa Kotase – Hrabůvka,Poliklinika – Hrabůvka,kostel – Provaznická – Jubilejní kolonie – Most Čs. armády – Městský stadion – SPORT ARÉNA – Ředitel.Vítkovic – Stará ocelárna – Vítkovice,Mírové náměstí – Pohraniční – Železárenská – Mariánské náměstí – Prostorná – Hulváky – Nová Ves,vodárna – Svinov,mosty – Třebovice OC – Třebovická – Telekom.škola – Poruba,vozovna |
| 1. 3. 2020                | Dubina – Václava Jiřikovského – Antonína Poledníka – Josefa Kotase – Hrabůvka,Poliklinika – Hrabůvka,kostel – Provaznická – Jubilejní kolonie – Most Čs. armády – Městský stadion – SPORT ARÉNA – Ředitel.Vítkovic – Stará ocelárna – Vítkovice,Mírové náměstí – Pohraniční – Železárenská – Mariánské náměstí – Prostorná – Hulváky – Nová Ves,vodárna – Svinov,mosty – Třebovice OC – Třebovická – Telekom.škola – Poruba,vozovna V případě spojení s linkou č. 11: Dubina – Václava Jiřikovského – Antonína Poledníka – Josefa Kotase – Hrabůvka,Poliklinika – Hrabůvka,kostel – Provaznická – Jubilejní kolonie – Most Čs. armády – Městský stadion – SPORT ARÉNA – Ředitel.Vítkovic – Stará ocelárna – Vítkovice,Mírové náměstí – Pohraniční – Železárenská – Mariánské náměstí – Prostorná – Nová Ves,vodárna – Střelnice – Ferona – Hulvácká – Palkovského – SPORT ARÉNA – Městský stadion – Most Čs. armády – Nádraží Vítkovice – Rodinná – Kpt.Vajdy – Rodimcevova – Zábřeh,vodárna – Kotva – Kino Luna – Svornosti – Zábřeh |
| 11. 12. 2022 (4. 4. 2022) | Zábřeh – Svornosti – Kino Luna – Kotva – Zábřeh,vodárna – Rodimcevova – Kpt.Vajdy – Rodinná – Nádraží Vítkovice – Most Čs. armády – Městský stadion – SPORT ARÉNA – Ředitelství Vítkovic – Stará ocelárna – Vítkovice, mírové nám.- Pohraniční – Vagonka – Mariánské náměstí – Prostorná- Hulváky – Nová ves,vodárna – Svinov,mosty – Třebovice,OC – Třebovická – Telekomunikační škola – Poruba,vozovna Mimo špičku, je ukončena na Hulvákách |
| 4. 9. 2023                | Dubina – Václava Jiřikovského – Antonína Poledníka – Josefa Kotase – Náměstí Ostrava-Jih – ÚMOb Jih – Rodinná – Tylova – Dolní – Palkovského – Ředitelství Vítkovic – Stará ocelárna – Vítkovice,Mírové náměstí – Pohraniční – Vagonka – Mariánské náměstí – Prostorná – Hulváky – Nová ves,vodárna – Svinov,mosty – Třebovice,OC – Třebovická – Telekom. škola – Poruba,vozovna |

| Datum dokumentu         | Změna | Trasa |
| ----------------------- | --- | --- |
| 1. 4. 1963              | | Mírové náměstí – Poruba smyčka (Vřesinská) |
| 1. 2. 1977              | Prodloužena | Výškovice smyčka (Výškovice) – Poruba smyčka (Vřesinská) |
| 1. 1. 1985              | Zkrácena | Mírové náměstí – Poruba smyčka (Vřesinská) |
| 1. 1. 1999              | Prodloužena | Výškovice – Vřesinská |
| 28. 5. 2000             | Zkrácena v obou směrech | Nádraží Vítkovice – Poruba vozovna |
| 2. 7. 2006              | Změna trasy | Dubina (Václava Jiříkovského) – Poruba vozovna |
| 1. 7. 2007              | Prodloužena | Dubina Interspar (Dubina) – Poruba vozovna |
| 1. 3. 2020              | Změna trasy pro vybrané spoje | Některé spoje zkráceny do Hulvák, odkud pokračují jako linka č. 11 do Zábřehu. Nic, mění se jen v denních hodinách (7:00 – 17:00), a pak potom se nahradí občasnou linku č. 11 v nočních hodinách (18:00 – 6:00). Linky umístěné předem účinností této dne týdne, které svým provedením neodpovídají nové trase linky, zkracuje vyplňují dny platnosti až do 3. 9. 2023. |
| 11.12 2022 (4. 4. 2022) | Změna trasy, po dlouhodobé výluce na ulici Plzeňská. Tato linka se mění trasy (nikoliv už jen od Dubiny do Poruby), je nově vyřazen do Poruby a nahrazena až do Zábřehu, jak už mění, když se zvlášť bude linka č. 3 nahrazena občasnou linkou č. 11 v nočních hodinách. Od 4. 9. 2023 se už linky č. 3 a 11 vrátily trasy pro linku č. 3, nově může končit na zastávce Poruba,vozovna a také linka č. 11 (místo dosavadní trasy „Mor.Ostrava,Plynárny – Zábřeh“ byla v polovině nahrazena až do Poruby a také na lince č. 3 „Poruba,vozovna – Zábřeh“ je plně nahrazena linku č. 11 a mění se trasy a navíc nově může končit až na Dubinu). Linky umístěné předem účinností této dne týdne, které svým provedením neodpovídají nové trase linky, zkracuje vyplňují dny platnosti až do 3. 9. 2023. | Zábřeh – Poruba,vozovna (Hulváky) |
| 4. 9. 2023              | Změna trasy (technicky podělena až po Zábřehu). Trasa je opět zavedena jako nová trasa a se obnoví i lince č. 11, už také do Poruby, jako se mimořádně mění trasy a se předjíždí linky a druhé také. | Dubina – Poruba,vozovna |

Linka X3
| K datu       | Kompletní trasa včetně dobových názvů zastávek |
| ------------ | --- |
| 11. 12. 2022 | Dubina – Václava Jiřikovského – Antonína Poledníka – Josefa Kotase – Náměstí Ostrava-jih – ÚMOb Jih – Rodinná – Tylova – Dolní – Palkovského – Ředitel.Vítkovic – Stará ocelárna – Vítkovice,Mírové náměstí – Pohraniční – Vagonka – Mariánské náměstí – Prostorná – Hulváky – Nová Ves,vodárna – Svinov,mosty – Třebovice OC – Třebovická – Telekom.škola – Poruba,vozovna |

| Datum dokumentu | Změna                          | Trasa                      |
| --------------- | ------------------------------ | -------------------------- |
| 11. 12. 2022    | Zavedena jako úplně nová linka | Dubina – Poruba, vozovna   |
| 4. 9. 2023      | Zrušena                        | Plně nahrazena linkou č. 3 |

### Linka 4
| K datu       | Kompletní trasa včetně dobových názvů zastávek |
| ------------ | --- |
| 1. 7. 1974   | Hlavní nádraží – Náměstí Svatopluka Čecha – Kino Svoboda – Křižíkova – Důl Jindřich – Revoluční – Bankovní – Náměstí Republiky – Dům kultury – Dům energetiky – Náměstí K. Marxe – Prostorná – Hulváky koupaliště – Nová Ves vodárna – Zácpalova – Nádraží Ov. Poruba – Třebovice rozcestí – Sokolovská – ul. 1. Československého armádního sboru – Pustkovec rozcestí – Ústřední dílny DPMO – Martinov smyčka                                        |
| 1. 1. 1985   | Závody Vítězného února – Dobrovského – Důl Vítězný únor – Sad B. Němcové – Kino Svoboda – U Plynáren – Důl Jindřich – Revoluční – Muzeum Osvobození – Náměstí Republiky – Dům kultury Vítkovice – Dům energetiky – Náměstí K. Marxe – Prostorná – Hulváky koupaliště – Nová Ves vodárna – Nádraží Ov. Poruba – Třebovice rozcestí – Sokolovská – ul. 1. Československého armádního sboru – Pustkovec rozcestí – Ústřední dílny DPMO – Martinov smyčka |
| 1. 6. 1992   | Hlučínská – Důl Odra – Sad B. Němcové – Kino Svoboda – Plynárny – Důl Jindřich – Vesmír – Elektra – Náměstí Republiky – Dům kultury Vítkovice – Dům energetiky – Mariánské náměstí – Prostorná – Hulváky – Nová Ves, vodárna – Nádraží Poruba – Zahrádky – Sokolovská – Čistírny – Bedřicha Nikodéma – Ústřední dílny DPMO – Potravinářské závody |
|              | |
|              | |
|              | |
| 1. 1. 1999   | Hlučínská – Důl Odra – Sad B. Němcové – Muglinovská – Plynárny – Hotelový dům Jindřich – Kino Vesmír – Elektra – Náměstí Republiky – Dům kultury Vítkovice – Dům energetiky – Mariánské náměstí – Prostorná – Hulváky – Nová Ves vodárna – Nádraží Svinov – Zahrádky – Třebovická – Sokolovská – Čistírny – Bedřicha Nikodéma – Dílny DPO – Martinov                                                                                                  |
| 16. 1. 2012  | Plynárny – Důl Jindřich – Stodolní – Elektra – Náměstí Republiky – -Krajský úřad – Dům energetiky – Mariánské náměstí – Prostorná – Hulváky – Nová Ves vodárna – Svinov mosty h.z. – Zahrádky – Třebovická – Sokolovská – Čistírny – Bedřicha Nikodéma – Dílny DP Ostrava – Martinov |
| 8. 5. 2019   | Nová huť již.brána – Nová huť hl.brána – Nová huť učiliště – Vratimovská – Kunčičky kostel – Osada Míru – Teplotechna – Hranečník – Důl Zárubek – U Hradu (x) – Výstaviště – Karolina – Náměstí Republiky – Krajský úřad – Dům energetiky – Mariánské náměstí – Prostorná – Hulváky – Nová Ves vodárna – Svinov mosty h.z. – Zahrádky – Třebovická – Sokolovská – Čistírny – Bedřicha Nikodéma – Dílny DP Ostrava – Martinov                          |
| 15. 12. 2019 | Nová huť již.brána – Nová huť hl.brána – Nová huť učiliště – Vratimovská – Kunčičky,kostel – Osada Míru – Teplotechna – Hranečník – Důl Zárubek – U Hradu (x) – Výstaviště – Karolina – Náměstí Republiky – Krajský úřad – Dům energetiky – Mariánské náměstí – Prostorná Hulváky – Nová Ves,vodárna – Svinov,mosty – Třebovice OC – Třebovická – Sokolovská – Čistírny – Bedřicha Nikodéma – Dílny DP Ostrava – Martinov                             |

| Datum dokumentu | Změna       | Trasa                                         |
| --------------- | ----------- | --------------------------------------------- |
| 1. 4. 1963      |             | Hlavní nádraží – Svinov smyčka                |
| 1. 5. 1972      | Prodloužena | Hlavní nádraží – Martinov Smyčka (Martinov)   |
| 1. 7. 1978      | Změna trasy | Závody vítězného února (Hlučínská) – Martinov |
| 30. 6. 2001     | Zkrácena    | Plynárny – Martinov                           |
| 3. 3. 2013      | Změna trasy | NH jižní brána – Martinov                     |

### Linka 5
| K datu       | Kompletní trasa včetně dobových názvů zastávek |
| ------------ | --- |
| 1. 7. 1974   | Budišovice-Kyjovice – Horní Lhota – Dolní Lhota – Krásné Pole – Vřesina Nová plzeň – Vřesina – Záhumení – Poruba smyčka                                                     |
| 1. 1. 1985   | Kyjovice-Budišovice – Horní Lhota – Osada – Dolní Lhota – Obora – Krásné Pole – Nová Plzeň – Vřesina – Záhumenní – Poruba smyčka                                            |
| 8. 5. 2019   | Zátiší – Horní Lhota – Dolní Lhota osada – Dolní Lhota – U Obory – Krásné Pole – Nová Plzeň – Vřesina – Poruba koupaliště – Vřesinská                                       |
| 15. 12. 2019 | Budišovice,Zátiší – Horní Lhota – Dolní Lhota,osada – Dolní Lhota – Dolní Lhota,U Obory – Krásné Pole – Vřesina,Nová Plzeň – Vřesina – Poruba,koupaliště – Poruba,Vřesinská |

| Datum dokumentu | Změna    | Trasa                                 |
| --------------- | -------- | ------------------------------------- |
| 1. 4. 1963      |          | Kyjovice-Budišovice (Zátiší) – Svinov |
| 1. 7. 1974      | Zkrácena | Zátiší – Vřesinská                    |

### Linka 6
| K datu       | Kompletní trasa včetně dobových názvů zastávek |
| ------------ | --- |
| 1. 7. 1974   | Svinov – Svinov mlýn – Svinov obec – Přemyšov – Zámecká – Horní Polanka – Na Skotnici – Václavovice – Klimkovice |
| 1. 1. 1985   | Výstaviště – Náměstí Republiky – Doktora Malého – Důl Hlubina – Vysoké pece – Mírové náměstí – Stará ocelárna – Zábřeh pošta – Zábřeh nemocnice – Hulvácká – Bedřiška – U koupaliště – Nová Ves vodárna – Nádraží Ov. Poruba – Třebovice rozcestí – Sokolovská – ul. 1. Československého armádního sboru – Pustkovec rozcestí – Ústřední dílny DPMO – Martinov smyčka |
| 1. 6. 1992   | Výstaviště – Náměstí Republiky – ÚAN – Důl Hlubina – Vítkovice, Vysoké pece – Mírové náměstí – Stará ocelárna – Ředitelství Vítkovic – Zábřeh, nemocnice – Hulvácká – Ferona – Střelnice – Nová Ves, vodárna – Nádraží Poruba – Třebovická – Sokolovská – Čistírny – Bedřicha Nikodéma – Ústřední dílny DPMO – Potravinářské závody                                   |
|              | |
|              | |
|              | |
| 1. 1. 1999   | Výstaviště – Náměstí Republiky – Dům kultury Vítkovic – Dům energetiky – Mariánské náměstí – Železárenská – Pohraniční – Mírové náměstí – Stará ocelárna – Ředitelství Vítkovic – Palkovského – Hulvácká – Ferona – Střelnice – Nová Ves vodárna – Nádraží Svinov – Zahrádky – Třebovická – Sokolovská – Čistírny – Bedřicha Nikodéma – Dílny DPO – Martinov          |
| 8. 5. 2019   | Výstaviště – Karolina – Náměstí Republiky – Don Bosco – Dolní Vítkovice – Český dům – Důl Jeremenko – Kolonie Jeremenko – Nádraží Vítkovice – Rodinná – Kpt.Vajdy – Rodimcevova – Zábřeh vodárna – Kotva – Kino Luna – 29. dubna – Nové Výškovice – Výškovice |
| 1. 9. 2019   | Plynárny – Důl Jindřich – Stodolní – Elektra – Karolina – Náměstí Republiky – Don Bosco – Dolní Vítkovice – Český dům – Důl Jeremenko – Kolonie Jeremenko – Nádraží Vítkovice – Rodinná – Kpt.Vajdy – Rodimcevova – Zábřeh vodárna – Kotva – Kino Luna – 29. dubna – Nové Výškovice – Výškovice                                                                       |
| 15. 12. 2019 | Mor. Ostrava,Plynárny – Důl Jindřich – Stodolní – Elektra – Karolina – Náměstí Republiky – Don Bosco – Dolní Vítkovice – Český dům – Důl Jeremenko – Kolonie Jeremenko – Nádraží Vítkovice – Rodinná – Kpt.Vajdy – Rodimcevova – Zábřeh,vodárna – Kotva – Kino Luna – 29. dubna – Nové Výškovice – Výškovice                                                          |
| 17.3.2025    | Výškovice – Nové Výškovice – 29.dubna – Kino Luna – Kotva – Zábřeh, vodárna – Rodimcevova – Kpt.Vajdy – Rodinná – Nádraží Vítkovice – Kolonie Jeremenko – Důl Jeremenko – Český dům – Dolní Vítkovice – Don Bosco – Náměstí Republiky – Karolina – Výstaviště – Hranečník                                                                                             |

| Datum dokumentu | Změna                                                                     | Trasa                  |
| --------------- | ------------------------------------------------------------------------- | ---------------------- |
| 1969            |                                                                           | Svinov – Klimkovice    |
| 1. 7. 1978      | Změna trasy                                                               | Výstaviště – Martinov  |
| 3. 12. 2001     | Změna trasy                                                               | Výstaviště – Výškovice |
| 1. 9. 2019      | Změna trasy                                                               | Plynárny – Výškovice   |
| 17.3.2025       | Změna trasy (změna z důvodu velkého počtu tramvajových výluk do 1.7.2026) | Výškovice – Hranečník  |

### Linka 7
| K datu       | Kompletní trasa včetně dobových názvů zastávek |
| ------------ | --- |
| 1. 7. 1974   | Poruba smyčka – Nemocnice Poruba – Leninova – Pustkovecká – Poruba vozovna – Učiliště spojů – Třebovice rozcestí – Nádraží Ov. Poruba – Zácpalova – Nová Ves vodárna – U koupaliště – Nemocnice Zábřeh – Zábřeh pošta – Stadión VŽKG – Most Čs. armády – Nádraží Ov. Vítkovice – Horní – Rodimcevova – Vodárna Zábřeh – Čujkovova – Volgogradská – Ul. 29. dubna – Nové Výškovice – Výškovice smyčka                     |
| 1. 1. 1985   | Poruba smyčka – Poruba nemocnice – Leninova – Pustkovecká – Poruba vozovna – Učiliště spojů – Třebovice rozcestí – Nádraží Ov. Poruba – Nová Ves vodárna – U koupaliště – Bedřiška – Hulvácká – Zábřeh nemocnice – Stadión TJ Vítkovice – Most Čs. Armády – Nádraží Ov. Vítkovice – Horní – Nemocnice NHKG – Rodimcevova – Zábřeh vodárna – Čujkovova – Volgogradská – Ul. 29. dubna – Nové Výškovice – Výškovice smyčka |
| 1. 6. 1992   | Vřesinská – Domov sester – Areál VŠB – Učiliště OKD – Vozovna Poruba – Učiliště spojů – Třebovická – Nádraží Poruba – Nová Ves, vodárna – Střelnice – Ferona – Hulvácká – Zábřeh, nemocnice – Karpatská – Albatros – Elektrotelevizní služba (ETS) – Zábřeh, vodárna – Kotva – Kino Luna – 29. dubna – Nové Výškovice – Výškovice                                                                                        |
|              | |
|              | |
|              | |
| 1. 1. 1999   | Vřesinská – Domov sester – Areál VŠB – 17. listopadu – Vozovna Poruba – Telekomunikační učiliště – Třebovická – Zahrádky – Nádraží Svinov – Nová Ves – Vodárna – Střelnice – Ferona – Hulvácká – Palkovského – Karpatská – Horymírova – Elektrotelevizní služba (ETS) – Zábřeh vodárna – Kotva – Kino Luna – 29. dubna – Nové Výškovice – Výškovice                                                                      |
| 8. 5. 2019   | Výškovice – Nové Výškovice – 29. dubna – Kino Luna – Kotva – Zábřeh vodárna – Obchodní centrum – Horymírova – Karpatská – SPORT ARÉNA – Palkovského – Hulvácká – Ferona – Střelnice – Nová Ves vodárna – Nová Ves vodárna – Svinov mosty h.z. – Zahrádky – Třebovická – Telekom.škola – Poruba vozovna – Rektorát VŠB – Hlavní třída – Fakultní nemocnice – Vřesinská                                                    |
| 15. 12. 2019 | Výškovice – Nové Výškovice – 29. dubna – Kino Luna – Kotva – Zábřeh,vodárna – Zábřeh,OC – Horymírova – Karpatská – SPORT ARÉNA – Palkovského – Hulvácká – Ferona – Střelnice – Nová Ves,vodárna – Nová Ves.vodárna – Svinov,mosty – Třebovice,OC – Třebovická – Telekom.škola – Poruba,vozovna – Rektorát VŠB – Hlavní třída – Fakultní nemocnice – Poruba,Vřesinská                                                     |
| 1. 9. 2020   | Výškovice – Nové Výškovice – 29. dubna – Kino Luna – Kotva – Zábřeh,vodárna – Zábřeh,OC – Horymírova – Karpatská – SPORT ARÉNA – Palkovského – Hulvácká – Ferona – Střelnice – Nová Ves,vodárna – Nová Ves,vodárna – Svinov,mosty – Třebovice,OC – Třebovická – Telekom.škola – (Poruba,vozovna) – Rektorát VŠB – Hlavní třída – Fakultní nemocnice – Poruba,Vřesinská                                                   |
| 13. 12. 2021 | Výškovice – Nové Výškovice – 29. dubna – Kino Luna – Kotva – Zábřeh,vodárna – Zábřeh,OC – Horymírova – Karpatská – SPORT ARÉNA – Palkovského – Hulvácká – Ferona – Střelnice – Nová Ves,vodárna – Svinov,mosty – Třebovice,OC – Třebovická – Telekom.škola – Poruba,vozovna – Rektorát VŠB – Hlavní třída – Fakultní nemocnice – (Poruba,Vřesinská)                                                                      |

| Datum dokumentu | Změna                                                                                     | Trasa                                           |
| --------------- | ----------------------------------------------------------------------------------------- | ----------------------------------------------- |
| 1. 4. 1963      |                                                                                           | Hranečník – Hrabová-Ščučí                       |
| 1. 7. 1974      | Změna trasy                                                                               | Výškovice – Vřesinská                           |
| 13. 12. 2021    | Změna trasy (o každých hodinných špičkách budou spoje ukončeny v zastávce Poruba,vozovna) | Výškovice – Poruba,vozovna – (Poruba,Vřesinská) |

### Linka 8
| K datu       | Kompletní trasa včetně dobových názvů zastávek |
| ------------ | --- |
| 1. 7. 1974   | Hlavní nádraží – Náměstí S. Čecha – Kino Svoboda – Křižíkova – Důl Jindřich – Revoluční – Bankovní – Náměstí Republiky – Dům kultury – Dům energetiky – Náměstí K. Marxe – Prostorná – Hulváky koupaliště – Nová Ves vodárna – Zácplaova – Nádraží Ov. Poruba – Třebovice rozcestí – Učiliště spojů – Poruba vozovna |
| 1. 1. 1985   | Hlavní nádraží – Náměstí S. Čecha – Kino Svoboda – U Plynáren – Důl Jindřich – Revoluční – Muzeum Osvobození – Náměstí Republiky – Dům kultury Vítkovic – Dům energetiky – Náměstí K. Marxe – Prostorná – Hulváky koupaliště – Nová Ves vodárna – Nádraží Ov. Poruba – Třebovice rozcestí – Učiliště spojů – Poruba vozovna |
| 1. 6. 1992   | Hlavní nádraží – Náměstí S. Čecha – Kino Svoboda – Plynárny – Důl Jindřich – Vesmír – Elektra – Náměstí Republiky – Dům kultury Vítkovice – Dům energetiky – Mariánské náměstí – Prostorná – Hulváky – Nová Ves, vodárna – Nádraží Poruba – Třebovická – Učiliště spojů – Vozovna Poruba |
|              | |
|              | |
|              | |
| 1. 1. 2000   | Hlavní nádraží – Náměstí S. Čecha – Muglinovská – Plynárny – Hotelový dům Jindřich – Kino Vesmír – Elektra – Náměstí Republiky – Dům kultury Vítkovic – Dům energetiky – Mariánské náměstí – Prostorná – Hulváky – Nová Ves vodárna – Nádraží Svinov – Zahrádky – Třebovická – Telekomunikační učiliště – Vozovna Poruba – 17. listopadu – Areál VŠB – Domov sester – Vřesinská                                                                        |
| 8. 5. 2019   | Hlavní nádraží – Náměstí S. Čecha – Muglinovská – Křižíkova – Důl Jindřich – Stodolní – Elektra – Karolina – Náměstí Republiky – Krajský úřad – Dům energetiky – Mariánské náměstí – Prostorná – Hulváky – Nová Ves vodárna – Svinov mosty h.z. – Zahrádky – Třebovická – Telekom.škola – Poruba vozovna – Rektorát VŠB – Hlavní třída – Fakultní nemocnice – Vřesinská                                                                                |
| 15. 12. 2019 | Hlavní nádraží – Náměstí S. Čecha – Muglinovská – Křižíkova – Důl Jindřich – Stodolní – Elektra – Karolina – Náměstí Republiky – Krajský úřad – Dům energetiky – Mariánské náměstí – Prostorná – Hulváky – Nová Ves,vodárna – Svinov,mosty – Třebovice,OC – Třebovická – Telekom.škola – Poruba,vozovna – Rektorát VŠB – Hlavní třída – Fakultní nemocnice – Poruba,Vřesinská                                                                          |
| 1. 3. 2020   | (Přívoz,Hlučínská – Důl Odra, Sad B.Němcové) – Hlavní nádraží – Náměstí S. Čecha – Muglinovská – Křižíkova – (Mor. Ostrava,Plynárny) – Důl Jindřich – Stodolní – Elektra – Karolina – Náměstí Republiky – Krajský úřad – Dům energetiky – Mariánské náměstí – Prostorná – Hulváky – Nová Ves,vodárna – Svinov,mosty – Třebovice,OC – Třebovická – Telekom.škola – Poruba,vozovna – Rektorát VŠB – Hlavní třída – Fakultní nemocnice – Poruba,Vřesinská |

| Datum dokumentu | Změna       | Trasa |
| --------------- | ----------- | --- |
| 1969            |             | Hlavní nádraží – Poruba vozovna |
| 23. 11. 1997    | Prodloužena | Hlavní nádraží – Vřesinská |
| 1. 3. 2020      | Změna trasy | Každý druhý spoj je veden na zastávku Přívoz,Hlučínská a v noci je linka vedena na Mor. Ostrava,Plynárny jako částečná náhrada za linku č. 9 |

### Linka 9
| K datu       | Kompletní trasa včetně dobových názvů zastávek |
| ------------ | --- |
| 1. 7. 1974   | Poruba smyčka – Nemocnice Poruba – Leninova – Pustkovecká – Poruba vozovna – Učiliště spojů – Třebovice rozcestí – Nádraží Ov. Poruba – Zácpalova – Nová Ves vodárna – Hulváky koupaliště – Prostorná – Náměstí K. Marxe – Dům energetiky – Dům kultury – Náměstí Republiky – Výstaviště – Zárubek – Lučina – Hranečník – Teplotechna – Osada míru – Rudná – Učiliště NHKG – Hlavní brána NHKG – Garáže NHKG – Kunčice smyčka NHKG |
| 1. 1. 1985   | Poruba vozovna – Učiliště spojů – Třebovice rozcestí – Nádraží Ov. Poruba – Nová Ves vodárna – Hulváky koupaliště – Prostorná – Náměstí K. Marxe – Dům energetiky – Dům kultury Vítkovic – Náměstí Republiky – Výstaviště – Důl Zárubek – Hranečník – Teplotechna – Osada míru – Rudná – Učiliště NHKG – Hlavní brána NHKG – Garáže NHKG – Kunčice smyčka NHKG                                                                     |
| 1. 6. 1992   | Vozovna Poruba – Učiliště spojů – Třebovická – Nádraží Poruba – Nová Ves, vodárna – Hulváky – Prostorná – Mariánské náměstí – Dům energetiky – Dům kultury Vítkovice – Náměstí Republiky – Výstaviště – Důl Zárubek – Hranečník – Teplotechna – Osada míru – Vratimovská – NH učiliště – NH hlavní brána – NH garáže – NH jižní brána                                                                                              |
|              | |
|              | |
|              | |
| 1. 1. 2000   | Vozovna Poruba – Telekomunikační učiliště – Třebovická – Zahrádky – Nádraží Svinov – Nová Ves – Vodárna – Hulváky – Prostorná – Daliborova – Mariánské náměstí – Dům energetiky – Dům kultury Vítkovic – Náměstí Republiky – Výstaviště – Důl Zárubek – Hranečník – Teplotechna – Osada míru – Vratimovská – Nová Huť učiliště – Nová huť – Hlavní brána – NH jižní brána                                                          |
| 8. 5. 2019   | Poruba vozovna – Telekomunikační škola – Třebovická – Zahrádky – Svinov mosty h.z. – Nová Ves vodárna – Hulváky – Prostorná – Mariánské náměstí – Dům energetiky – Krajský úřad – Náměstí Republiky – Karolina – Elektra – Stodolní – Důl Jindřich – Plynárny |
| 15. 12. 2019 | Poruba,vozovna – Telekomunikační škola – Třebovická – Třebovice,OC – Svinov,mosty – Nová Ves,vodárna – Hulváky – Prostorná – Mariánské náměstí – Dům energetiky – Krajský úřad – Náměstí Republiky – Karolina – Elektra – Stodolní – Důl Jindřich – Mor. Ostrava,Plynárny |

| Datum dokumentu | Změna       | Trasa                                                            |
| --------------- | ----------- | ---------------------------------------------------------------- |
| 1. 4. 1963      |             | Poruba smyčka (Vřesinská) – Kunčice smyčka NHKG (NH jižní brána) |
| 3. 3. 2013      | Změna trasy | Vřesinská/Poruba vozovna – Plynárny                              |
| 1. 3. 2020      | Zrušena     | Nahrazena linkou č. 8                                            |

### Linka 10
| K datu       | Kompletní trasa včetně dobových názvů zastávek |
| ------------ | --- |
| 1. 7. 1974   | Poruba smyčka – Nemocnice Poruba – Leninova – Pustkovecká – Poruba vozovna – Učiliště spojů – Třebovice rozcestí – Nádraží Ov. Poruba – Zácpalova – Nová Ves vodárna – U koupaliště – Nemocnice Zábřeh – Zábřeh pošta – Stadión VŽKG – Most Čs. armády – Nádraží Ov. Vítkovice – Horní – Rodimcevova – Vodárna Zábřeh – Čujkovova – Volgogradská – Jiskřiček – Zábřeh smyčka |
| 1. 6. 1992   | Hranečník – Důl Zárubek – Výstaviště – Náměstí Republiky – Dům kultury Vítkovice – Dům energetiky – Mariánské náměstí – Prostorná – Hulváky – Nová Ves, vodárna – Nádraží Poruba – Třebovická – Učiliště spojů – Vozovna Poruba |
|              | |
|              | |
|              | |
| 8. 5. 2019   | Hlavní nádraží – Náměstí S. Čecha – Muglinovská – Křižíkova – Důl Jindřich – Stodolní – Elektra – Karolina – Náměstí Republiky – Don Bosco – Dolní Vítkovice Hlubina – Dolní Vítkovice – Důl Jeremenko – Dřevoprodej – Hrabůvka kostel – Poliklinika – Josefa Kotase – Antonína Poledníka – Václava Jiřikovského – Dubina                                                    |
| 15. 12. 2019 | Hranečník – Výstaviště – Karolina – Náměstí Republiky – Don Bosco – Dolní Vítkovice Hlubina – Dolní Vítkovice – Důl Jeremenko – Dřevoprodej – Hrabůvka,kostel – Hrabůvka,Poliklinika – Josefa Kotase – Antonína Poledníka – Václava Jiřikovského – Dubina |

| Datum dokumentu | Změna                 | Trasa                                                |
| --------------- | --------------------- | ---------------------------------------------------- |
| 1969            |                       | Poruba smyčka (Vřesinská) – Zábřeh smyčka (Zábřeh)   |
| 1. 3. 1988      | Zrušena               |                                                      |
| 1. 6. 1992      | Obnovena v jiné trase | Poruba vozovna – Hranečník                           |
| 23. 11. 1997    | Prodloužena           | Vřesinská – Hranečník                                |
| 23. 1. 2000     | Změna trasy           | Dubina (Václava Jiříkovského) – Výstaviště/Hranečník |
| 1. 7. 2007      | Prodloužena           | Dubina Interspar (Dubina) – Výstaviště/Hranečník     |
| 1. 9. 2019      | Prodloužena           | Dubina – Hranečník                                   |

### Linka 11
| K datu       | Kompletní trasa včetně dobových názvů zastávek |
| ------------ | --- |
| 1. 7. 1974   | Výstaviště – Náměstí Republiky – Dům kultury – Dům energetiky – Náměstí K. Marxe – Prostorná – Hulváky koupaliště – Nová Ves vodárna – U koupaliště – Nemocnice Zábřeh – Zábřeh pošta – Stadión VŽKG – Most Čs. armády – Nádraží Ov. Vítkovice – Horní – Rodimcevova – Vodárna Zábřeh – Čujkovova – Volgogradská – Jiskřiček – Zábřeh smyčka |
| 1. 1. 1986   | Výstaviště – Náměstí Republiky – Dům kultury Vítkovic – Dům energetiky – Náměstí K. Marxe – Prostorná – Hulváky koupaliště – Nová Ves vodárna – U koupaliště – Bedřiška – Hulvácká – Zábřeh nemocnice – Stadión TJ Vítkovice – Most Československé Armády. Nádraží Ov. Vítkovice – Horní – Nemocnice NHKG – Rodimcevova – Zábřeh vodárna – Čujkovova – Volgogradská – Jiskřiček – Zábřeh smyčka |
| 1. 6. 1992   | Výstaviště – Náměstí Republiky – Dům kultury Vítkovice – Dům energetiky – Mariánské náměstí – Prostorná – Hulváky – Nová Ves, vodárna – Střelnice – Ferona – Hulvácká – Zábřeh, nemocnice – Karpatská – Albatros – Elektrotelevizní služba (ETS) – Zábřeh vodárna – Kotva – Kino Luna – Svornosti – Zábřeh |
| 5. 12. 2000  | Výstaviště – Náměstí Republiky – Dům kultury Vítkovic – Dům energetiky – Mariánské náměstí – Prostorná – Hulváky – Nová Ves, vodárna – Střelnice – Ferona – Hulvácká – Palkovského – Karpatská – Horymírova – ETS – Zábřeh, vodárna – Kotva – Kino Luna – Svornosti – Zábřeh |
| 8. 5. 2019   | Hlučínská – Důl Odra – Sad B.Němcové – Muglinovská – Křižíkova – Důl Jindřich – Stodolní – Elektra – Karolina – Náměstí Republiky – Krajský úřad – Dům energetiky – Mariánské náměstí – Prostorná – Hulváky – Nová Ves vodárna – Střelnice – Ferona – Hulvácká – Palkovského – SPORT ARÉNA – Městský stadion – Most Čs. armády – Nádraží Vítkovice – Rodinná – Kpt.Vajdy – Rodimcevova – Zábřeh vodárna – Kotva – Kino Luna – Svornosti – Zábřeh |
| 15. 12. 2019 | Přívoz,Hlučínská – Důl Odra – Sad B.Němcové – Muglinovská – Křižíkova – Důl Jindřich – Stodolní – Elektra – Karolina – Náměstí Republiky – Krajský úřad – Dům energetiky – Mariánské náměstí – Prostorná – Hulváky – Nová Ves,vodárna – Střelnice – Ferona – Hulvácká – Palkovského – SPORT ARÉNA – Městský stadion – Most Čs. armády – Nádraží Vítkovice – Rodinná – Kpt.Vajdy – Rodimcevova – Zábřeh,vodárna – Kotva – Kino Luna – Svornosti – Zábřeh |
| 1. 3. 2020   | Mor. Ostrava,Plynárny – Důl Jindřich – Stodolní – Elektra – Karolina – Náměstí Republiky – Krajský úřad – Dům energetiky – Mariánské náměstí – Prostorná – Hulváky – Nová Ves,vodárna – Střelnice – Ferona – Hulvácká – Palkovského – SPORT ARÉNA – Městský stadion – Most Čs. armády – Nádraží Vítkovice – Rodinná – Kpt.Vajdy – Rodimcevova – Zábřeh,vodárna – Kotva – Kino Luna – Svornosti – Zábřeh V případě spojení s linkou č. 3: Dubina – Václava Jiřikovského – Antonína Poledníka – Josefa Kotase – Hrabůvka,Poliklinika – Hrabůvka,kostel – Provaznická – Jubilejní kolonie – Most Čs. armády – Městský stadion – SPORT ARÉNA – Ředitel.Vítkovic – Stará ocelárna – Vítkovice,Mírové náměstí – Pohraniční – Železárenská – Mariánské náměstí – Prostorná – Nová Ves,vodárna – Střelnice – Ferona – Hulvácká – Palkovského – SPORT ARÉNA – Městský stadion – Most Čs. armády – Nádraží Vítkovice – Rodinná – Kpt.Vajdy – Rodimcevova – Zábřeh,vodárna – Kotva – Kino Luna – Svornosti – Zábřeh |
| 4.4. 2022    | Mor. Ostrava,Plynárny – Důl Jindřich – Stodolní – Elektra – Karolina – Náměstí Republiky – Krajský úřad – Dům energetiky – Mariánské náměstí – Prostorná – Hulváky – Nová Ves,vodárna – Střelnice – Ferona – Hulvácká – Palkovského – SPORT ARÉNA – Městský stadion – Most Čs. armády – Nádraží Vítkovice – Rodinná – Kpt.Vajdy – Rodimcevova – Zábřeh,vodárna – Kotva – Kino Luna – Svornosti – Zábřeh Linka jezdí jen v noci a nemění se s linkou č. 3 . V denních hodinách ji nahradila linka č. 3 . |
| 4. 9. 2023   | Poruba,vozovna – Telekom. škola – Třebovická – Třebovice,OC – Svinov,mosty – Nová ves,vodárna – Střelnice – Ferona – Hulvácká – Palkovského – SPORT ARÉNA – Městský stadion – Most Čs. armády – Nádraží Vítkovice – Rodinná – Kpt. Vajdy – Rodimcevova – Zábřeh, vodárna – Kotva – Kino Luna – Svornosti – Zábřeh |

| Datum dokumentu           | Změna                                        | Trasa |
| ------------------------- | -------------------------------------------- | --- |
| 1. 4. 1963                |                                              | Byla takto očíslována úzkorozchodná trať vedoucí mimo Ostravu                                                        |
| 1969                      | Nová tramvajová linka, úzkorozchodná zanikla | Výstaviště – Zábřeh smyčka (Zábřeh)                                                                                  |
| 3. 3. 2013                | Změna trasy                                  | Hlučínská – Zábřeh                                                                                                   |
| 1. 3. 2020                | Změna trasy                                  | Mor. Ostrava,Plynárny – Zábřeh Některé spoje zkráceny do zastávky Hulváky, odkud pokračují jako linka č. 3 na Dubinu |
| 11. 12. 2022 (4. 4. 2022) | Změna času                                   | Linka jezdí jen v noci a nemění se s linkou č. 3 . V denních hodinách jí nahradila linka č. 3 .                      |
| 4. 9. 2023                | Změna času a trasy                           | Linka opět jezdí i v denních i nočních hodinách v trase: Poruba,vozovna – Zábřeh                                     |

### Linka 12
| K datu                    | Kompletní trasa včetně dobových názvů zastávek |
| ------------------------- | --- |
| 1. 7. 1974                | Hlavní nádraží – Náměstí S. Čecha – Kino Svoboda – Křižíkova – Důl Jindřich – Revoluční – Bankovní – Náměstí Republiky – Dr. Malého – Hlubina – Vysoké pece – Mírové náměstí – Stará ocelárna – Zábřeh pošta – Stadión VŽKG – Most Čs. armády – Nádraží Ov. Vítkovice – Horní – Obvod Národního výboru Zábřeh – Hotelový dům Hlubina – Ulice Josefa Kotase – Tlapákova – Hrabůvka smyčka                    |
| 1. 1. 1986                | Hlavní nádraží – Náměstí S. Čecha – Kino Svoboda – U Plynáren – Důl Jindřich – Revoluční – Muzeum Osvobození – Náměstí Republiky – Doktora Malého – Důl Hlubina – Vysoké pece – Mírové náměstí – Stará ocelárna – Zábřeh pošta – Stadión TJ Vítkovice – Most Čs. armády – Nádraží Ov. Vítkovice – Horní – Obvod Národního výboru (NV) Zábřeh – Hotelový dům Hlubina – Josefa Kotase                         |
| 1. 6. 1992                | Hlučínská – Důl Odra – Náměstí B. Němcové – Kino Svoboda – Plynárny – Důl Jindřich – Vesmír – Elektra – Náměstí Republiky – ÚAN – Důl Hlubina – Vítkovice, Vysoké pece – Mírové náměstí – Stará ocelárna – Ředitelství Vítkovic – Palác kultury a sportu – Stadión Vítkovice – Most Čs. armády – Nádraží Vítkovice – Horní – Edisonova – Hotelový dům Hlubina – Josefa Kotase – Antonína Poledníka – Dubina |
| 1. 9. 1999                | Hlavní nádraží – Náměstí S. Čecha – Muglinovská – Plynárny – Hotelový dům Jindřich – Kino Vesmír – Elektra – Náměstí Republiky – Dům kultury Vítkovic – Dům energetiky – Mariánské náměstí – Prostorná – Hulváky – Nová Ves vodárna – Střelnice – Ferona – Hulvácká – Dolní – Tylova – Most Mládeže – ÚMOb Jih – Hotelový dům Hlubina – Josefa Kotase – Antonína Poledníka – Dubina                         |
| 23. 1. 2000               | Hlučínská – Důl Odra – Sad B.Němcové – Muglinovská – Křižíkova – Důl Jindřich – Stodolní – Elektra – Náměstí Republiky – Krajský úřad – Dům energetiky – Mariánské náměstí – Železárenská – Pohraniční – Mírové náměstí – Stará ocelárna – Ředitel.Vítkovic – Palkovského – Dolní – Tylova – Most Mládeže – ÚMOb Jih – Hotel.dům Hlubina – Josefa Kotase – Antonína Poledníka – Dubina – Dubina Interspar   |
| 8. 5. 2019                | Hranečník – Důl Zárubek – Výstaviště – Karolina – Náměstí Republiky – Krajský úřad – Dům energetiky – Mariánské náměstí – Železárenská – Pohraniční – Mírové náměstí – Stará ocelárna – Ředitel.Vítkovic – Palkovského – Dolní – Tylova – Rodinná – ÚMOb Jih – Hotel.dům Hlubina – Josefa Kotase – Antonína Poledníka – Václava Jiřikovského – Dubina                                                       |
| 15. 12. 2019              | Hranečník – Důl Zárubek – Výstaviště – Karolina – Náměstí Republiky – Krajský úřad – Dům energetiky – Mariánské náměstí – Železárenská – Pohraniční – Vítkovice,Mírové náměstí – Stará ocelárna – Ředitel.Vítkovic – Palkovského – Dolní – Tylova – Rodinná – ÚMOb Jih – Náměstí Ostrava-Jih – Josefa Kotase – Antonína Poledníka – Václava Jiřikovského – Dubina                                           |
| 11. 12. 2022 (4. 4. 2022) | Hranečník – Důl Zárubek – Výstaviště – Karolina – Náměstí Republiky – Krajský úřad – Dům energetiky – Mariánské náměstí – Vagonka – Pohraniční – Vítkovice,Mírové náměstí – Stará ocelárna – Ředitel.Vítkovic – SPORT ARÉNA – Městský stadion – Most Čs. armády – Provaznická – Hrabůvka, kostel – Hrabůvka, Poliklinika – Josefa Kotase – Antonína Poledníka – Václava Jiřikovského – Dubina               |

| Datum dokumentu           | Změna                 | Trasa                                          |
| ------------------------- | --------------------- | ---------------------------------------------- |
| 1. 4. 1963                |                       | Svinov – Klimkovice                            |
| 1969                      | Zrušena               |                                                |
| 1. 5. 1972                | Obnovena v jiné trase | Hrabůvka smyčka – Hlavní nádraží               |
| 1. 7. 1978                | Změna trasy           | Josefa Kotase – Hlavní nádraží                 |
| 1. 3. 1988                | Prodloužena           | Dubina (Václava Jiříkovského) – Hlavní nádraží |
| 1. 6. 1992                | Změna trasy           | Dubina (Václava Jiříkovského) – Hlučínská      |
| 1. 9. 1995                | Změna trasy           | Dubina (Václava Jiříkovského) – Výstaviště     |
| 23. 11. 1997              | Změna trasy           | Dubina (Václava Jiříkovského) – Hlavní nádraží |
| 23. 1. 2000               | Změna trasy           | Dubina (Václava Jiříkovského) – Hlučínská      |
| 26. 2. 2006               | Prodloužena           | Dubina Interspar (Dubina) – Hlučínská          |
| 3. 3. 2013                | Změna trasy           | Dubina Interspar (Dubina) – Hranečník          |
| 11. 12. 2022 (4. 4. 2022) | Změna trasy           | Dubina- Hranečník                              |

### Linka 13
| K datu       | Kompletní trasa včetně dobových názvů zastávek |
| ------------ | --- |
| 1. 7. 1974   | Hranečník smyčka – Lučina – Zárubek – Výstaviště – Náměstí Republiky – Dr. Malého – Hlubina – Vysoké pece – Mírové náměstí – Stará ocelárna – Zábřeh pošta – Stadion VŽKG – Most Čs. armády – Nádraží Ov. Vítkovice – Horní – Rodimcevova – Vodárna Zábřeh – Čujkovova – Volgogradská – Ul. 29. dubna – Nové Výškovice – Výškovice smyčka                                                             |
| 1. 1. 1985   | Hranečník – Důl Zárubek – Výstaviště – Náměstí Republiky – Dr. Malého – Důl Hlubina – Vysoké pece – Mírové náměstí – Stará ocelárna – Zábřeh pošta – Stadión TJ Vítkovice – Most Čs. Armády – Nádraží Ov. Vítkovice – Horní – Nemocnice NHKG – Rodimcevova – Zábřeh vodárna – Čujkovova – Volgogradská – Jiskřiček – Zábřeh smyčka                                                                    |
| 1. 6. 1992   | Výstaviště – Náměstí Republiky – ÚAN – Důl Hlubina – Vítkovice, Vysoké pece – Mírové náměstí – Stará ocelárna – Ředitelství Vítkovic – Palác kultury a sportu – Stadión Vítkovice – Most Čs. armády – Nádraží Vítkovice – Horní – Nemocnice Nové Huti – Rodimcevova – Zábřeh, vodárna – Kotva – Kino Luna – Svornosti – Zábřeh                                                                        |
| 1. 1. 1999   | Hranečník – Důl Zárubek – Výstaviště – Náměstí Republiky – Dům kultury Vítkovic – Dům energetiky – Mariánské náměstí – Železárenská – Pohraniční – Mírové náměstí – Stará Ocelárna – Ředitelství Vítkovic – Palác kultury a sportu – Stadión Vítkovice – Most Armády – Nádraží Vítkovice – Most Mládeže – Nemocnice Nové huti – Rodimcevova – Zábřeh vodárna – Kotva – Kino Luna – Svornosti – Zábřeh |
| 10. 12. 2006 | Hranečník – Důl Zárubek – Výstaviště – Náměstí Republiky – Dr.Malého – Důl Hlubina – Vítkovice vys.pece – Mírové náměstí – Stará ocelárna – Ředitel.Vítkovic – SPORT ARÉNA – Karpatská – Horymírova – Obchodní centrum – Zábřeh vodárna – Kotva – Kino Luna – Svornosti – Zábřeh |

| Datum dokumentu | Změna                          | Trasa                                                         |
| --------------- | ------------------------------ | ------------------------------------------------------------- |
| 1. 4. 1963      |                                | Byla takto očíslovana Úzkorozchodná trať vedoucí mimo Ostravu |
| 1969            | Zrušena                        |                                                               |
| 1. 6. 1974      | Obnovena jako tramvajová linka | Hranečník smyčka (Hranečník) – Výškovice smyčka (Výškovice)   |
| 1. 5. 1980      | Změna trasy                    | Hranečník – Zábřeh smyčka (Zábřeh)                            |
| 28. 5. 2000     | Zrušena                        |                                                               |
| 10. 12. 2006    | Obnovena                       | Hranečník – Zábřeh                                            |
| 3. 3. 2013      | Zrušena                        |                                                               |

### Linka 14
| K datu       | Kompletní trasa včetně dobových názvů zastávek |
| ------------ | --- |
| 1. 1. 1986   | Závody Vítězného února – Dobrovského – Sad Boženy Němcové – Kino Svoboda – Křižíkova – Důl Jindřich – Revoluční – Bankovní – Náměstí Republiky – Ústřední autobusové nádraží – Důl Hlubina – Vysoké pece – Mírové náměstí – Stará ocelárna – Zábřeh pošta – Stadión TJ Vítkovice – most Čs. armády – Jubilejní kolonie – Provaznická – Hrabůvka kostel – Tlapákova – Josefa Kotase                 |
| 1. 6. 1992   | Hlavní nádraží – Náměstí S. Čecha – Muglinovská – Plynárny – Hotelový dům Jindřich – Kino Vesmír – Elektra – Náměstí Republiky – Ústřední autobusové nádraží – Důl Hlubina – Vítkovice vysoké pece – Mírové náměstí – Stará ocelárna – Ředitelství Vítkovic – Karpatská – Horymírova – Elektrotelevizní služba (ETS) – Zábřeh vodárna – Kotva – Kino Luna – 29. dubna – Nové Výškovice – Výškovice |
| 8. 5. 2019   | Hlučínská – Důl Odra – Sad B.Němcové – Muglinovská – Křižíkova – Důl Jindřich – Stodolní – Elektra – Výstaviště – Hranečník – Osada Míru – Vratimovská – Nová huť učiliště – Nová huť hl.brána – Nová huť již.brána |
| 15. 12. 2019 | Přívoz,Hlučínská – Důl Odra – Sad B.Němcové – Muglinovská – Křižíkova – Důl Jindřich – Stodolní – Elektra – Výstaviště – Hranečník – Osada Míru – Vratimovská – Nová huť učiliště – Nová huť hl.brána – Nová huť již.brána |

| Datum dokumentu | Změna                          | Trasa                                                          |
| --------------- | ------------------------------ | -------------------------------------------------------------- |
| 1. 4. 1963      |                                | Byla takto očíslovana úzkorozchodná trať vedoucí mimo Ostravu  |
| 1969            | Zrušena                        |                                                                |
| 1. 9. 1976      | Obnovena jako tramvajová linka | Závody vítězného února (Hlučínská) – Kino Edison (Provaznická) |
| 1. 7. 1978      | Prodloužena                    | Závody vítězného února (Hlučínská) – Josefa Kotase             |
| 1. 3. 1988      | Prodloužena                    | Hlučínská – Dubina (Václava Jiříkovského)                      |
| 1. 6. 1992      | Změna trasy                    | Hlavní nádraží – Dubina (Václava Jiříkovského)                 |
| 23. 11. 1997    | Změna trasy                    | Hlučínská – Dubina (Václava Jiříkovského)                      |
| 15. 12. 1999    | Změna trasy                    | Výstaviště – Dubina (Václava Jiříkovského)                     |
| 28. 5. 2000     | Prodloužena                    | Hranečník – Dubina (Václava Jiříkovského)                      |
| 2. 7. 2006      | Zrušena                        |                                                                |
| 31. 8. 2008     | Obnovena v jiné trase          | Plynárny – Hranečník                                           |
| 6. 3. 2011      | Prodloužena v obou směrech     | Hlučínská – NH jižní brána                                     |

### Linka 15
| K datu       | Kompletní trasa včetně dobových názvů zastávek |
| ------------ | --- |
| 1. 1. 1986   | Závody Vítězného února – Dobrovského – Důl Vítězný únor – Sad B. Němcové – Kino Svoboda – U Plynáren – Důl Jindřich – Revoluční – Muzeum Osvobození – Náměstí Republiky – Doktora Malého – Důl Hlubina – Vysoké pece – Mírové náměstí – Stará ocelárna – Zábřeh pošta – Zábřeh nemocnice – Sportovní hala – Starobělská – Most Mládeže – Obvod Národního výboru (NV) Zábřeh – Hotelový dům Hlubina – Josefa Kotase |
| 1. 6. 1992   | Hlučínská – Důl Odra – Náměstí B. Němcové – Kino Svoboda – Plynárny – Důl Jindřich – Vesmír – Elektra – Náměstí Republiky – ÚAN – Důl Hlubina – Vítkovice, Vysoké pece – Mírové náměstí – Stará ocelárna – Ředitelství Vítkovic – Zábřeh, nemocnice – Dolní – Tylova – Horní – Edisonova – Hotelový dům Hlubina – Josefa Kotase – Antonína Poledníka – Dubina                                                      |
| 30. 5. 1999  | Výstaviště – Náměstí Republiky – Dům kultury Vítkovic – Dům energetiky – Mariánské náměstí – Železárenská – Pohraniční – Mírové náměstí – Stará ocelárna – Ředitelství Vítkovic -Palkovského – Dolní – Tylova – Most Mládeže – ÚMOb Jih – Hotelový dům Hlubina – Poliklinika – Hrabůvka kostel – Provaznická – Jubilejní kolonie – Nádraží Vítkovice                                                               |
| 8. 5. 2019   | Dubina – Václava Jiřikovského – Antonína Poledníka – Josefa Kotase – Hotel.dům Hlubina – ÚMOb Jih – Rodinná – Kpt.Vajdy – Rodimcevova – Zábřeh vodárna – Kotva – Kino Luna – 29. dubna – Nové Výškovice – Výškovice |
| 15. 12. 2019 | Dubina – Václava Jiřikovského – Antonína Poledníka – Josefa Kotase – Náměstí Ostrava-Jih – ÚMOb Jih – Rodinná – Kpt.Vajdy – Rodimcevova – Zábřeh vodárna – Kotva – Kino Luna – 29. dubna – Nové Výškovice – Výškovice |

| Datum dokumentu | Změna                          | Trasa                                                         |
| --------------- | ------------------------------ | ------------------------------------------------------------- |
| 1. 4. 1963      |                                | Byla takto očíslovana úzkorozchodná trať vedoucí mimo Ostravu |
| 1969            | Zrušena                        |                                                               |
| 1. 9. 1976      | Obnovena jako tramvajová linka | Závody vítězného února (Hlučínská) – Josefa Kotase            |
| 1. 3. 1988      | Prodloužena                    | Hlučínská – Dubina (Václava Jiříkovského)                     |
| 30. 5. 1999     | Změna trasy                    | Výstaviště – Nádraží Vítkovice                                |
| 20. 5. 2000     | Zrušena                        |                                                               |
| 31. 8. 2014     | Obnovena v jiné trase          | Výškovice – Dubina Interspar (Dubina)                         |

### Linka 16
| K datu     | Kompletní trasa včetně dobových názvů zastávek |
| ---------- | --- |
| 1. 1. 1986 | Výstaviště – Náměstí Republiky – Dům kultury Vítkovic – Dům energetiky – Náměstí K. Marxe – Prostorná – Hulváky koupaliště – Nová Ves vodárna – U koupaliště – Bedřiška – Hulvácká – Zábřeh nemocnice – Stadión TJ Vítkovice – Most Čs. armády – Nádraží Ov. Vítkovice – Horní – Nemocnice NHKG – Rodimcevova – Zábřeh vodárna – Čujkovova – Volgogradská – Ul. 29. dubna – Nové Výškovice – Výškovice smyčka |
| 1. 9. 1992 | Výstaviště – Náměstí Republiky – ÚAN – Důl Hlubina – Vítkovice, Vysoké pece – Mariánské náměstí – Stará ocelárna – Ředitelství Vítkovic – Karpatská – Albatros – ETS – Zábřeh, vodárna – Kotva – Kino Luna – 29. dubna – Nové Výškovice – Výškovice |

| Datum dokumentu | Změna                          | Trasa                                                         |
| --------------- | ------------------------------ | ------------------------------------------------------------- |
| 1. 4. 1963      |                                | Byla takto očíslovaná úzkorozchodná trať vedoucí mimo Ostravu |
| 1969            | Zrušena                        |                                                               |
| 1. 7. 1978      | Obnovena jako tramvajová linka | Výstaviště – Výškovice smyčka (Výškovice)                     |
| 1. 3. 1988      | Zrušena                        |                                                               |
| 1. 9. 1992      | Obnovena                       | Výstaviště – Výškovice                                        |
| 1. 2. 1997      | Změna trasy                    | Plynárny – Výškovice                                          |
| 30. 5. 1999     | Zrušena                        |                                                               |

### Linka 17
| K datu       | Kompletní trasa včetně dobových názvů zastávek |
| ------------ | --- |
| 1. 1. 1983   | Poruba vozovna – Poruba nemocnice – Leninova – Pustkovecká – Poruba vozovna – Učiliště spojů – Třebovice rozcestí – Nádraží Ov. Poruba – Nová Ves vodárna – U koupaliště – Bedřiška – Hulvácká – Sportovní hala – Starobělská – Most Mládeže – Obvod Národního výboru (NV) Zábřeh – Hotelový dům Hlubina – Josefa Kotase                              |
| 1. 6. 1992   | Vřesinská – Domov sester – Areál VŠB – Učiliště OKD – Vozovna Poruba – Učiliště spojů – Třebovická – Nádraží Poruba – Nová Ves – Vodárna – Střelnice – Ferona – Hulvácká – Dolní – Tylova – Horní – Edisonova – Hotelový dům Hlubina – Josefa Kotase – Antonína Poledníka – Dubina                                                                    |
| 1. 1. 2000   | Vřesinská – Domov sester – Areál VŠB – 17. listopadu – Vozovna Poruba – Telekomunikační učiliště – Třebovická – Zahrádky – Nádraží Svinov – Nová Ves – Vodárna – Střelnice – Ferona – Hulvácká – Dolní – Tylova – Most Mládeže – ÚMOb Jih – Hotelový dům Hlubina – Josefa Kotase – Antonína Poledníka – Dubina                                        |
| 8. 5. 2019   | Vřesinská – Fakultní nemocnice – Hlavní třída – Rektorát VŠB – Poruba vozovna – Telekom.škola – Třebovická – Zahrádky – Svinov mosty h.z. – Nová Ves vodárna Střelnice – Ferona – Hulvácká – Dolní – Tylova – Rodinná – ÚMOb Jih – Hotel.dům Hlubina – Josefa Kotase – Antonína Poledníka – Václava Jiříkovského – Dubina                             |
| 15. 12. 2019 | Poruba,Vřesinská – Fakultní nemocnice – Hlavní třída – Rektorát VŠB – Poruba,vozovna – Telekom.škola – Třebovická – Třebovice,OC – Svinov,mosty. – Nová Ves,vodárna – Střelnice – Ferona – Hulvácká – Dolní – Tylova – Rodinná – ÚMOb Jih – Náměstí Ostrava-Jih – Josefa Kotase – Antonína Poledníka – Václava Jiříkovského – Dubina                  |
| 1. 3. 2020   | Poruba,vozovna – Telekom.škola – Třebovická – Třebovice,OC – Svinov,mosty. – Nová Ves,vodárna – Střelnice – Ferona – Hulvácká – Dolní – Tylova – Rodinná – ÚMOb Jih – Náměstí Ostrava-Jih – Josefa Kotase – Antonína Poledníka – Václava Jiříkovského – Dubina                                                                                        |
| 1. 9. 2020   | (Poruba, Vřesinská) – Fakultní nemocnice – Hlavní třída – Rektorát VŠB – Poruba,vozovna – Telekom.škola – Třebovická – Třebovice,OC – Svinov,mosty – Nová Ves,vodárna – Střelnice – Ferona – Hulvácká – Dolní – Tylova – Rodinná – ÚMOb Jih – Náměstí Ostrava-Jih – Josefa Kotase – Antonína Poledníka – Václava Jiříkovského – Dubina                |
| 13. 12. 2021 | (Poruba, Vřesinská) – Fakultní nemocnice – Hlavní třída – VŠB-TUO – Poruba,vozovna – Telekom.škola – Třebovická – Třebovice, OC – Svinov,mosty – Nová Ves,vodárna – Nová Ves,vodárna – Střelnice – Ferona – Hulvácká – Dolní – Tylova – Rodinná – ÚMOb Jih – Náměstí Ostrava-Jih – Josefa Kotase – Antonína Poledníka – Václava Jiříkovského – Dubina |

| Datum dokumentu | Změna                                                                                     | Trasa                                        |
| --------------- | ----------------------------------------------------------------------------------------- | -------------------------------------------- |
| 1. 4. 1963      |                                                                                           | Poruba vozovna – Zábřeh sídliště             |
| 1969            | Zrušena                                                                                   |                                              |
| 1. 1. 1983      | Obnovena v jiné trase                                                                     | Poruba vozovna – Josefa Kotase               |
| 1. 3. 1988      | Prodloužena v obou směrech                                                                | Vřesinská – Dubina (Václava Jiříkovského)    |
| 17. 12. 2005    | Prodloužena                                                                               | Vřesinská – Dubina Interspar (Dubina)        |
| 1. 3. 2020      | Zkrácena                                                                                  | Poruba,vozovna – Dubina                      |
| 13. 12. 2021    | Změna trasy (o každých hodinných špičkách budou spoje ukončeny v zastávce Poruba,vozovna) | (Poruba,Vřesinská) – Poruba,vozovna – Dubina |

## Noční linky

### Linka 18
| K datu       | Kompletní trasa včetně dobových názvů zastávek |
| ------------ | --- |
| 1. 1. 1983   | Hranečník – Důl Zárubek – Výstaviště – Náměstí Republiky – Dům kultury Vítkovic – Dům energetiky – Náměstí K. Marxe – Prostorná – Hulváky koupaliště – Nová Ves vodárna – U koupaliště – Bedřiška – Hulvácká – Zábřeh nemocnice – Stadión TJ Vítkovice – Most Čs. Armády – Nádraží Ov. Vítkovice – První Úderky – Kino Edison – Hrabůvka kostel – Tlapákova – Josefa Kotase                                                                       |
| 1. 1. 1999   | Dubina – Antonína Poledníka – Josefa Kotase – Poliklinika – Hrabůvka kostel – Dřevoprodej – Moravská – Nádraží Vítkovice – Most Armády – Stadión Vítkovice – Palác kultury a sportu – Ředitelství Vítkovic – Stará ocelárna – Mírové náměstí – Pohraniční – Železárenská – Mariánské náměstí – Prostorná – Hulváky – Nová Ves vodárna – Nádraží Svinov – Zahrádky – Třebovická – Sokolovská – Čistírny – Bedřicha Nikodéma – Dílny DPO – Martinov |
| 8. 5. 2019   | Dubina – Václava Jiřikovského – Antonína Poledníka – Josefa Kotase – Hotel.dům Hlubina – ÚMOb Jih – Rodinná – Tylova – Dolní – Hulvácká – Ferona – Střelnice – Nová Ves vodárna – Hulváky – Prostorná – Daliborova – Mariánské náměstí – Dům energetiky – Krajský úřad – Náměstí Republiky – Karolina – Elektra – Stodolní – Důl Jindřich – Křižíkova – Muglinovská – Náměstí S.Čecha – Hlavní nádraží                                            |
| 15. 12. 2019 | Dubina – Václava Jiřikovského – Antonína Poledníka – Josefa Kotase – Náměstí Ostrava-Jih – ÚMOb Jih – Rodinná – Tylova – Dolní – Hulvácká – Ferona – Střelnice – Nová Ves,vodárna – Hulváky – Prostorná – Daliborova – Mariánské náměstí – Dům energetiky – Krajský úřad – Náměstí Republiky – Karolina – Elektra – Stodolní – Důl Jindřich – Křižíkova – Muglinovská – Náměstí S.Čecha – Hlavní nádraží                                          |

| Datum dokumentu | Změna                          | Trasa                                                           |
| --------------- | ------------------------------ | --------------------------------------------------------------- |
| 1. 4. 1963      |                                | Byla takto očíslovaná úzkorozchodná trať vedoucí mimo Ostravu   |
| 1. 6. 1974      | Zrušena                        |                                                                 |
| 1. 1. 1983      | Obnovena jako tramvajová linka | Hranečník – Josefa Kotase                                       |
| 1. 3. 1988      | Prodloužena                    | Hranečník – Dubina (Václava Jiříkovského)                       |
| 1. 9. 1995      | Změna trasy                    | Potravinářské závody (Martinov) – Dubina (Václava Jiříkovského) |
| 20. 5. 2000     | Zrušena                        |                                                                 |
| 2. 7. 2006      | Obnovena v jiné trase          | Hlavní nádraží – Dubina Interspar (Dubina)                      |

### Linka 19
| K datu       | Kompletní trasa včetně dobových názvů zastávek |
| ------------ | --- |
| 1. 1. 1999   | Dubina – Antonína Poledníka – Josefa Kotase – Poliklinika – Hrabůvka kostel – Provaznická – Jubilejní kolonie – Most Čs. Armády – Stadión Vítkovice – Palác kultury a sportu – Ředitel.Vítkovic – Stará ocelárna – Mírové náměstí – Pohraniční – Železárenská – Mariánské náměstí – Prostorná – Hulváky – Nová Ves vodárna – Nádraží Svinov – Zahrádky – Třebovická – Telekomunikační učiliště – Vozovna Poruba |
| 8. 5. 2019   | Martinov – Dílny DP Ostrava – Bedřicha Nikodéma – Čistírny – Sokolovská – Třebovická – Zahrádky – Svinov mosty h.z. – Nová Ves vodárna – Střelnice – Ferona – Hulvácká – Dolní – Tylova – Rodinná – ÚMOb Jih – Hotel.dům Hlubina – Josefa Kotase – Antonína Poledníka – Václava Jiřikovského – Dubina |
| 15. 12. 2019 | Martinov – Dílny DP Ostrava – Bedřicha Nikodéma – Čistírny – Sokolovská – Třebovická – Třebovice,OC – Svinov,mosty – Nová Ves,vodárna – Střelnice – Ferona – Hulvácká – Dolní – Tylova – Rodinná – ÚMOb Jih – Náměstí Ostrava-Jih – Josefa Kotase – Antonína Poledníka – Václava Jiřikovského – Dubina |

| Datum dokumentu | Změna                          | Trasa                                                                        |
| --------------- | ------------------------------ | ---------------------------------------------------------------------------- |
| 1969            |                                | Byla takto očíslována jako úzkorozchodná trať vedoucí jinam než přes Ostravu |
| 1. 6. 1974      | Zrušena                        |                                                                              |
| 1. 2. 1997      | Obnovena jako tramvajová linka | Poruba vozovna – Dubina (Václava Jiříkovského)                               |
| 4. 9. 2000      | Změna trasy                    | Martinov – Dubina (Václava Jiříkovského)                                     |
| 26. 2. 2006     | Prodloužena                    | Martinov – Dubina Interspar (Dubina)                                         |